# At Fillmore East
At Fillmore East – podwójny, bluesowo-rockowy album nagrany na żywo przez zespół The Allman Brothers Band, wydany w lipcu 1971.
Materiał na płytę został nagrany w legendarnym klubie rockowym w Nowym Jorku – Fillmore East, w piątek i sobotę 12 i 13 marca 1971. Przedstawia mieszaninę bluesa, południowego rocka i jazzu.
Producentem płyty był Tom Dowd, który skrócił czas odtwarzania różnych utworów, a czasem nawet łączył różne występy na jednej ścieżce. "At Fillmore East" dotarło do 13. miejsca listy Pop Albums Billboardu.
W 2003 album został sklasyfikowany na 49. miejscu listy 500 albumów wszech czasów magazynu Rolling Stone.

## Lista utworów

### At Fillmore East
1. "Statesboro Blues" (Will McTell) – 4:17
2. "Done Somebody Wrong" (Clarence L. Lewis, Bobby Robinson, Elmore James) – 4:33
3. "Stormy Monday" (T. Bone Walker) – 8:44
4. "You Don't Love Me" (Willie Cobbs) – 19:15
5. "Hot 'Lanta" (Gregg Allman, Duane Allman, Dickey Betts, Butch Trucks, Berry Oakley, Jai Johanny Johanson) – 5:17
6. "In Memory of Elizabeth Reed" (Betts) – 13:04
7. "Whipping Post" (G. Allman) – 22:56

### The Fillmore Concerts

#### Dysk 1
1. "Statesboro Blues" (Willie McTell) – 4:15
2. "Trouble No More" (McKinley Morganfield) – 3:46
3. "Don't Keep Me Wonderin'" (G. Allman) – 3:20
4. "In Memory of Elizabeth Reed" (Betts) – 12:59
5. "One Way Out" (Marshall Sehorn, Sonny Boy Williamson, James) – 4:55
6. "Done Somebody Wrong" (Lewis, Levy, James) – 4:11
7. "Stormy Monday" (Walker) – 10:19
8. "You Don't Love Me" (Cobbs) – 19:24

#### Dysk 2
1. "Hot 'Lanta" (D. Allman, G. Allman, Betts, Oakley, Johanson, Trucks) – 5:11
2. "Whipping Post" (G. Allman) – 22:37
3. "Mountain Jam" (Donovan Leitch, D. Allman, G. Allman, Betts, Oakley, Johanson, Trucks) – 33:47
4. "Drunken Hearted Boy" (Elvin Bishop) – 7:33

### At Fillmore East[Deluxe Edition]

#### Dysk 1
1. "Statesboro Blues" (McTell) – 4:17
2. "Trouble No More" (Morganfield) – 3:43
3. "Don't Keep Me Wonderin'" (G. Allman) – 3:27
4. "Done Somebody Wrong" (James) – 4:33
5. "Stormy Monday" (Walker) – 8:48
6. "One Way Out" (Sehorn, Williamson, James) – 4:56
7. "In Memory of Elizabeth Reed" (Betts) – 13:04
8. "You Don't Love Me" (Cobbs) – 19:24
9. "Midnight Rider" (G. Allman) – 2:55

#### Dysk 2
1. "Hot 'Lanta" (D. Allman, G. Allman, Betts, Oakley, Johanson, Trucks) – 5:20
2. "Whipping Post" (G. Allman) – 22:53
3. "Mountain Jam" (Leitch, D. Allman, G.Allman, Betts, Oakley, Johanson, Trucks) – 33:39
4. "Drunken Hearted Boy" (Bishop) – 7:33

## Twórcy
- Duane Allman – gitara, gitara slide
- Gregg Allman – organy, fortepian, śpiew
- Dickey Betts – gitara, śpiew
- Berry Oakley – bas
- Jai Johanny Johanson – perkusja, konga, timbales
- Butch Trucks – bębny, tympani

### Goście specjalni
- Thom Doucette – harmonijka ustna ("Don't Keep Me Wonderin'", "Done Somebody Wrong", "Stormy Monday" and "You Don't Love Me")
- Randolph "Juicy" Carter – saksofon ("Hot 'Lanta")

### Goście specjalni (The Fillmore Concerts)
- Bobby Caldwell – perkusja ("Drunken Hearted Boy")
- Elvin Bishop – chórki ("Drunken Hearted Boy")
- Steve Miller – fortepian ("Drunken Hearted Boy")